# Prinzregententorte

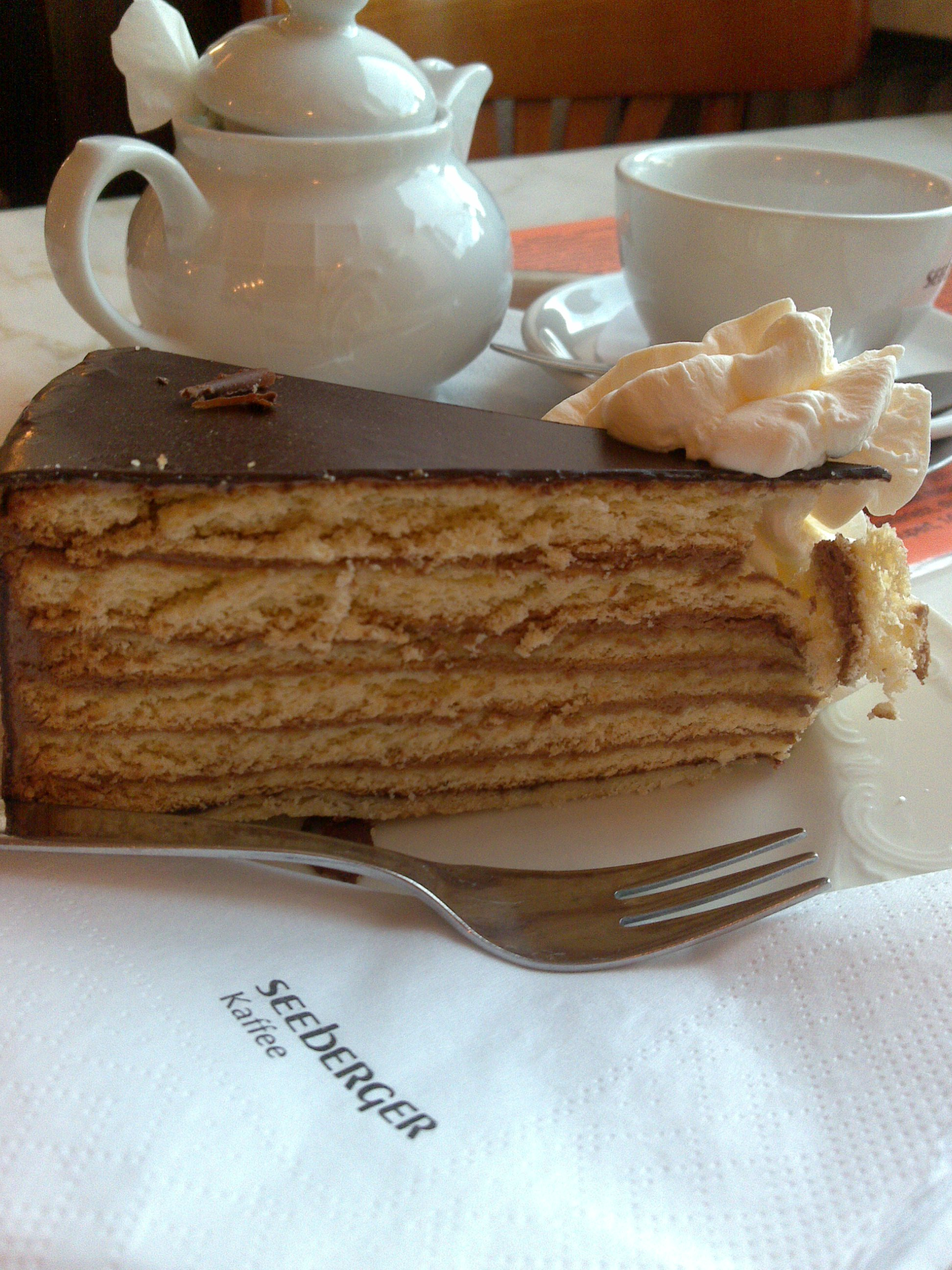
Porción de prinzregententorte.

La prinzregententorte es una tarta presente principalmente en Baviera, que consiste en al menos 7 capas finas de bizcocho intercaladas con crema de mantequilla con chocolate. El exterior se cubre con un glaseado de chocolate negro. Suele tener 25 cm de diámetro, y puede añadirse mermelada de albaricoque en la capa superior, antes del glaseado de chocolate.

## Origen
El pastel toma su nombre de Leopoldo, príncipe regente de Baviera desde 1886. Su origen exacto sigue disputándose entre quienes afirman que su creador fue el Johann Rottenhoeffer, cocinero del príncipe regente; el repostero Anton Seidl y la firma de repostería  Heinrich Georg Erbshäuser.